# Yokosuka Ro-go Ko-gata
Le Yokosuka Ro-go Ko-gata (YokoSho-shiki Ro-go Ko-gata) est un hydravion de reconnaissance japonais développé pendant la Première Guerre mondiale par l'arsenal de la marine japonaise à Yokosuka, et l'un des premiers avions japonais à entrer en production. Il est construit à 218 exemplaires pour la marine impériale japonaise et reste en service jusqu'en 1928.

## Conception et développement
L'arsenal de la marine japonaise de Yokosuka s'implique dans la production d'avions en 1913, avec la création d'une usine d'aéroplanes, dont les premiers travaux consistent à construire plusieurs hydravions Farman et Curtiss  Il continue à construire des avions sous licence, notamment d'autres Farman et plusieurs hydravions Short 184, ainsi que des prototypes de plusieurs de ses propres modèles.
En 1917, Chikuhei Nakajima, concepteur en chef de l'usine aéronautique de l'arsenal de Yokosuka, conçoit un nouvel hydravion de reconnaissance. Un prototype de ce nouveau modèle, équipé d'un moteur radial Salmson de 140 ch (104 kW) refroidi par eau, effectue son premier vol au début de l'année 1918.  Les résultats des essais sont bons et le type est mis en production sous le nom de Ro-go Ko-gata[a],.
Le Ro-go Ko-gata est un biplan à trois baies construit en bois et en tissu, avec deux flotteurs principaux et des ailes qui se replient vers l'arrière pour être rangées.  Son équipage de deux personnes prend place dans des cockpits séparés et très rapprochés.  Les premiers avions de production sont équipés de moteurs Salmson de 200 ch (149 kW), mais la majorité des avions de production sont équipés de moteurs Hispano-Suiza V8 de 200-220 ch (149-164 kW) construits par Mitsubishi.
Au total, 218 avions ont été construits, 32 par l'arsenal de Yokosuka, 80 par Aichi et 106 par la compagnie aéronautique Nakajima, la production se poursuivant jusqu'en 1924. Il s'agit du premier avion de conception locale à être construit en grand nombre pour la marine japonaise.

## Histoire opérationnelle
Trois des premiers appareils sont modifiés en 1919 pour effectuer des vols à longue distance, l'un des cockpits étant remplacé par un réservoir de carburant supplémentaire. Cela permet de réaliser un vol record de 1 300 km en 11 heures et 35 minutes le 20 avril 1919. Le Ro-go Ko-gata, ainsi que les Hansa-Brandenburg W.29 construits sous licence, remplacent les Farmans à poussoir obsolètes dans la marine japonaise. Ils restent en service à grande échelle jusqu'en 1926 et sont rebaptisés « hydravion de reconnaissance de type Yokosho- » en 1923[b]. Plusieurs d'entre eux sont vendus à des fins civiles et sont utilisés pour le transport de la poste aérienne jusqu'en 1928,.

## Unités utilisant cet appareil
JaponMarine impériale japonaise